# Jalmolonga
Jalmolonga, även La Hacienda, är en ort i kommunen Malinalco i delstaten Mexiko i Mexiko. Samhället hade 923 invånare vid folkräkningen år 2020.